# 1567 na música

## Nascimentos
| Data            | Nome               | Profissão                  | Nacionalidade | Observações | Ref |
| --------------- | ------------------ | -------------------------- | ------------- | ----------- | --- |
| 12 de fevereiro | Thomas Campion     | compositor, poeta e médico | Reino Unido   | m. 1620     |     |
| 15 de maio      | Claudio Monteverdi | compositor                 | Itália        | m. 1643     |     |

## Mortes
| Data | Nome                | Profissão  | Nacionalidade | Observações | Ref |
| ---- | ------------------- | ---------- | ------------- | ----------- | --- |
| —    | Bartolomeu Trosilho | compositor | Portugal      | n. 1500     |     |

- Dados: Q3405035